# Lyssavirus austral
Lyssavirus australis
Espèce
Synonymes
- Australian bat lyssavirus (1999-2021)

Lyssavirus australis, anciennement Australian bat lyssavirus (ABLV), le lyssavirus austral, est une espèce de virus à ARN simple brin de sens négatif de la famille des Rhabdoviridae.
Il a été isolé pour la première fois en juillet 1996 chez un jeune renard volant noir (Pteropus alecto) collecté à Ballina, en Nouvelle-Galles du Sud. Il est parfois transmissible à l'humain, chez qui il provoque paralysie, délire, convulsions et mort (due à une paralysie respiratoire).

## Zoonose

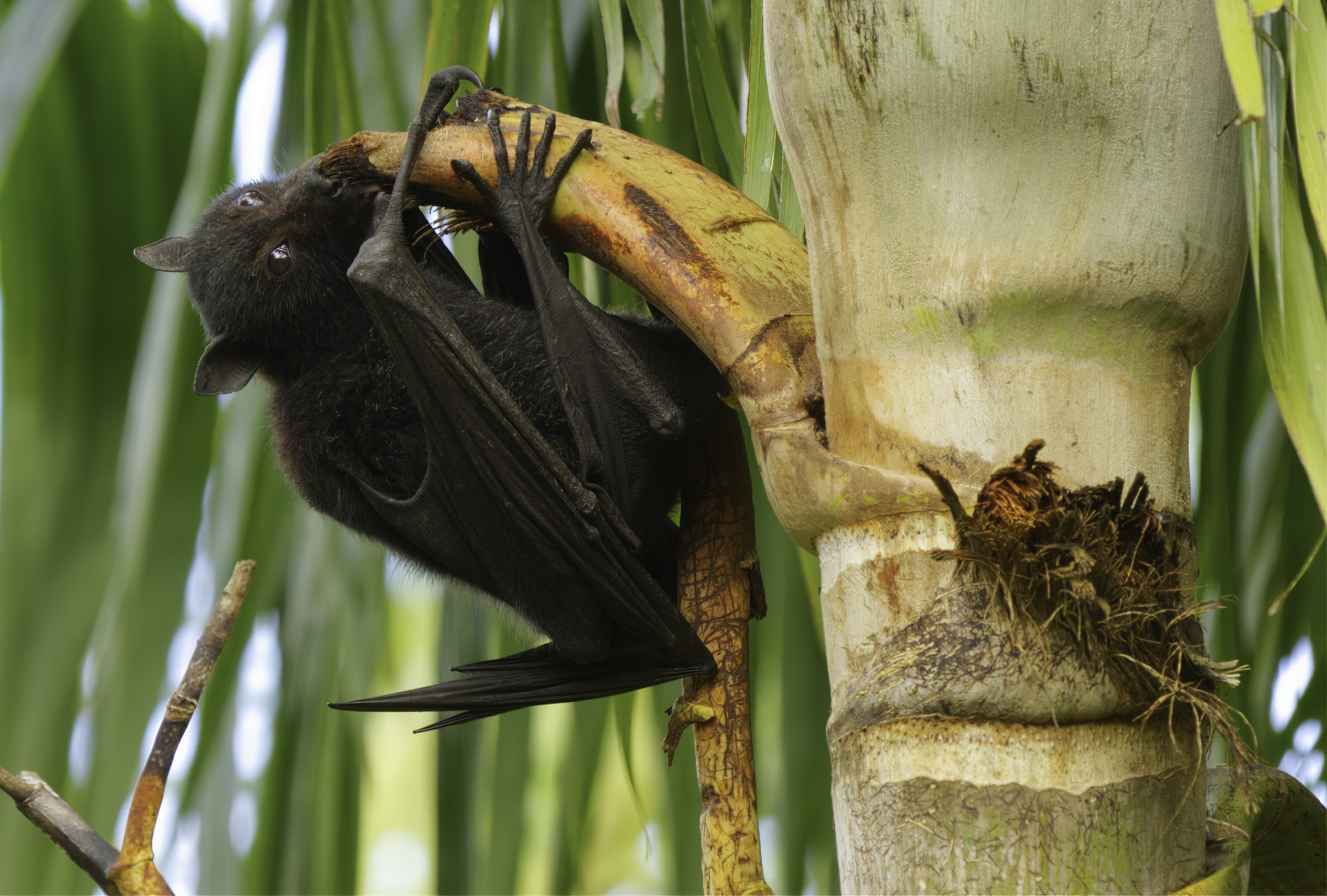
Le Renard volant noir (Pteropus alecto) est un des vecteurs du virus.

Ce virus ABL a été identifié chez cinq espèces de chauves-souris australiennes, dont quatre espèces de renards volants (sous-ordre Megachiroptera, genre Pteropus) et une espèce de chauve-souris insectivore (sous-ordre Microchiroptera, Saccolaimus flaviventris (en)).
Trois cas d'humains infectés par l'ABL ont été signalés. Le premier cas concernait une éleveuse âgée de 39 ans à Rockhampton (Queensland), en novembre 1996, probablement infectée après avoir été griffée et mordue par une chauve-souris à queue à étui et à ventre jaune (S. flaviventris). Le second cas était une femme de 27 ans à Mackay, également au Queensland, en décembre 1998, plus de deux ans après une morsure de renard volant.
Les deux patientes sont décédées.
En décembre 2012, un garçon de huit ans a été mordu ou griffé par une chauve-souris dans le nord du Queensland. Il est tombé malade 3 semaines plus tard et est mort le 22 février 2013,.
Deux chevaux infectés sont aussi morts en mai 2013.

## Description
L'ABL est de la famille des Rhabdoviridae. Malgré des similitudes sérotypiques, antigéniques et de séquences moléculaires avec les virus classiques de la rage, l'ABL représente un nouveau groupe distinct de génotype 7 du genre Lyssavirus.
Les signes cliniques de l'infection des deux femmes dans les années 1990 étaient identiques à ceux d'une rage classique avec en plus, une encéphalite non suppurative qui les conduisit à la mort. Les chauves-souris infectées sont souvent signalées par une parésie des membres inférieurs. La plupart sont dépressives, mais quelques-unes montrent des signes anormaux d'agressivité envers leurs congénères et les humains.
Fréquemment, une encéphalite méningée non spécifique et non suppurative se voit dans les cerveaux d'animaux infectés. Des essais de vaccins sur des souris ont amené le CDC d'Atlanta à diffuser un human diploid cell vaccine (HDCV) pour la prophylaxie des êtres humains.